# Lijst van rijksmonumenten in Waterland
De gemeente Waterland telt 322 inschrijvingen in het rijksmonumentenregister. Hieronder een overzicht. 

## Broek in Waterland
De plaats Broek in Waterland telt 83 inschrijvingen in het rijksmonumentenregister. Zie Lijst van rijksmonumenten in Broek in Waterland voor een overzicht.

## Ilpendam
De plaats Ilpendam telt 5 inschrijvingen in het rijksmonumentenregister.
| Object                                    | Oorspronkelijke functie? | Bouwjaar         | Architect       | Locatie                   | Coördinaten?                  | Nr.?   | Afbeelding        |
| ----------------------------------------- | ------------------------ | ---------------- | --------------- | ------------------------- | ----------------------------- | ------ | ----------------- |
| Vroeg-19e-eeuws pand met zolderverdieping | Gebouw                   |                  |                 | Dorpsstraat 51            | 52° 27' 42" NB, 4° 57' 6" OL  | 22937  | Meer afbeeldingen |
| Hervormde Kerk                            | Kerk en kerkonderdeel    | 1656 (gedeeltes) |                 | Kerkstraat bij 17         | 52° 27' 48" NB, 4° 57' 6" OL  | 22938  | Meer afbeeldingen |
| Toren van de Nederlands Hervormde Kerk    | Kerk en kerkonderdeel    | 1868             |                 | Kerkstraat 19             | 52° 27' 48" NB, 4° 57' 5" OL  | 22939  | Meer afbeeldingen |
| Pastorie van de Nederlands Hervormde Kerk | Kerkelijke dienstwoning  | 1868 (steen)     |                 | Kerkstraat 20             | 52° 27' 48" NB, 4° 57' 5" OL  | 22940  | Meer afbeeldingen |
| Woonhuis Van den Doel                     | Gebouw                   | 1957-1959        | Gerrit Rietveld | Monnickendammerrijweg 31C | 52° 27' 34" NB, 4° 57' 21" OL | 532251 | Meer afbeeldingen |

## Katwoude
De plaats Katwoude telt 1 inschrijving in het rijksmonumentenregister.
| Object                            | Oorspronkelijke functie?  | Bouwjaar           | Architect | Locatie           | Coördinaten?                 | Nr.?   | Afbeelding        |
| --------------------------------- | ------------------------- | ------------------ | --------- | ----------------- | ---------------------------- | ------ | ----------------- |
| De Kathammer of De Katwoudermolen | Industrie- en poldermolen | ca. 1650/1896/1986 |           | Achterdichting 1A | 52° 29' 25" NB, 5° 3' 25" OL | 527682 | Meer afbeeldingen |

## Marken
De plaats Marken telt 150 inschrijvingen in het rijksmonumentenregister. Zie Lijst van rijksmonumenten in Marken voor een overzicht.

## Monnickendam
De plaats Monnickendam telt 74 inschrijvingen in het rijksmonumentenregister. Zie Lijst van rijksmonumenten in Monnickendam voor een overzicht.

## Watergang
De plaats Watergang telt 7 inschrijvingen in het rijksmonumentenregister.
| Object | Oorspronkelijke functie? | Bouwjaar                                              | Architect | Locatie         | Coördinaten?                  | Nr.?   | Afbeelding        |
| --- | ------------------------ | ----------------------------------------------------- | --------- | --------------- | ----------------------------- | ------ | ----------------- |
| Hervormde Kerk. Vijfzijdig gesloten gebouw in gotische trant                                                                                             | Kerk en kerkonderdeel    | 1642                                                  |           | Dorpsstraat 33A | 52° 26' 23" NB, 4° 57' 10" OL | 23824  | Meer afbeeldingen |
| Houten huis onder met pannen gedekt zadeldak. Afhang aan de linkerzijde                                                                                  | Woonhuis                 | 18e of 19e eeuw                                       |           | Dorpsstraat 68  | 52° 26' 7" NB, 4° 57' 8" OL   | 23825  | Meer afbeeldingen |
| Stal met aangebouwd hooihuis | Boerderij                | ca. 1912                                              |           | Dorpsstraat 13  | 52° 26' 30" NB, 4° 57' 11" OL | 512664 | Meer afbeeldingen |
| Hooihuis | Boerderij                | 1900                                                  |           | Dorpsstraat 15  | 52° 26' 29" NB, 4° 57' 10" OL | 512665 | Meer afbeeldingen |
| Hooihuisboerderij, in hout uitgevoerd, bestaande uit een achter elkaar gelegen woonhuis, stal en hooihuis                                                | Boerderij                | ouder dan 1826 (woonhuis) 1899 (stal) 1900 (hooihuis) |           | Dorpsstraat 18  | 52° 26' 30" NB, 4° 57' 9" OL  | 512666 | Meer afbeeldingen |
| Hooihuisboerderij | Boerderij                | 1889                                                  |           | Dorpsstraat 20  | 52° 26' 30" NB, 4° 57' 6" OL  | 512667 | Meer afbeeldingen |
| Hooihuis. In 1904 werd tegen de westzijde een aangekapt gedeelte opgetrokken. Het hooihuis maakt deel uit van een boerderij bestaande uit woning en stal | Boerderij                | 1881                                                  |           | Dorpsstraat 42  | 52° 26' 21" NB, 4° 57' 8" OL  | 512668 | Meer afbeeldingen |

## Zuiderwoude
De plaats Zuiderwoude telt 4 inschrijvingen in het rijksmonumentenregister.
| Object | Oorspronkelijke functie? | Bouwjaar | Architect | Locatie                    | Coördinaten?                 | Nr.?   | Afbeelding        |
| --- | ------------------------ | -------- | --------- | -------------------------- | ---------------------------- | ------ | ----------------- |
| Hervormde kerk | Kerk en kerkonderdeel    | 1877     |           | Zuiderwouder Dorpsstraat 1 | 52° 25' 57" NB, 5° 1' 60" OL | 11090  | Meer afbeeldingen |
| Boerderij van het Westfriese stelptype, in oorsprong op een terp gesitueerd, met uitgebouwd voorhuis onder pannen zadeldak, met licht overstek, boeiborden en spaakvormige bekroning met makelaar, en met bedrijfsgedeelte onder rieten stolpdak, met pannen rand onderlangs | Boerderij                | 17e eeuw |           | Dijkeinde 1                | 52° 25' 47" NB, 5° 2' 43" OL | 341859 | Meer afbeeldingen |
| Pastorie | Dienstwoning             | 1912     |           | Zuiderwouder Dorpsstraat 2 | 52° 25' 56" NB, 5° 2' 1" OL  | 512669 | Meer afbeeldingen |